# Saint-Pancrasse
Saint-Pancrasse ist eine Ortschaft und eine Commune déléguée in der französischen Gemeinde Plateau-des-Petites-Roches mit 454 Einwohnern (Stand: 1. Januar 2022) im Département Isère in der Region Auvergne-Rhône-Alpes. Die Einwohner werden Pancrassiens genannt.
Die Gemeinde Saint-Pancrasse wurde am 1. Januar 2019 mit Saint-Hilaire und Saint-Bernard zur Commune nouvelle Plateau-des-Petites-Roches zusammengeschlossen. Sie gehörte zum Arrondissement Grenoble und zum Kanton Le Moyen Grésivaudan.

## Geografie
Die Gemeinde Saint-Pancrasse liegt im Grésivaudan und im Chartreuse-Gebirge, 17 Kilometer nordöstlich von Grenoble. Umgeben wurde die Gemeinde Saint-Pancrasse von den Nachbargemeinden Saint-Pierre-de-Chartreuse im Westen und Norden, Saint-Hilaire im Nordosten, Crolles im Osten und Südosten, Bernin im Süden sowie Saint-Nazaire-les-Eymes im Süden und Südwesten. Einen Kilometer nördlich des Ortszentrums von Saint-Pancrasse befindet sich der Gipfel des 2062 m hohen Dent de Crolles.

## Bevölkerungsentwicklung
| Jahr                       | 1962 | 1968 | 1975 | 1982 | 1990 | 1999 | 2006 | 2017 |
| -------------------------- | ---- | ---- | ---- | ---- | ---- | ---- | ---- | ---- |
| Einwohner                  | 152  | 136  | 177  | 249  | 348  | 408  | 438  | 484  |
| Quellen: Cassini und INSEE |      |      |      |      |      |      |      |      |

## Sehenswürdigkeiten

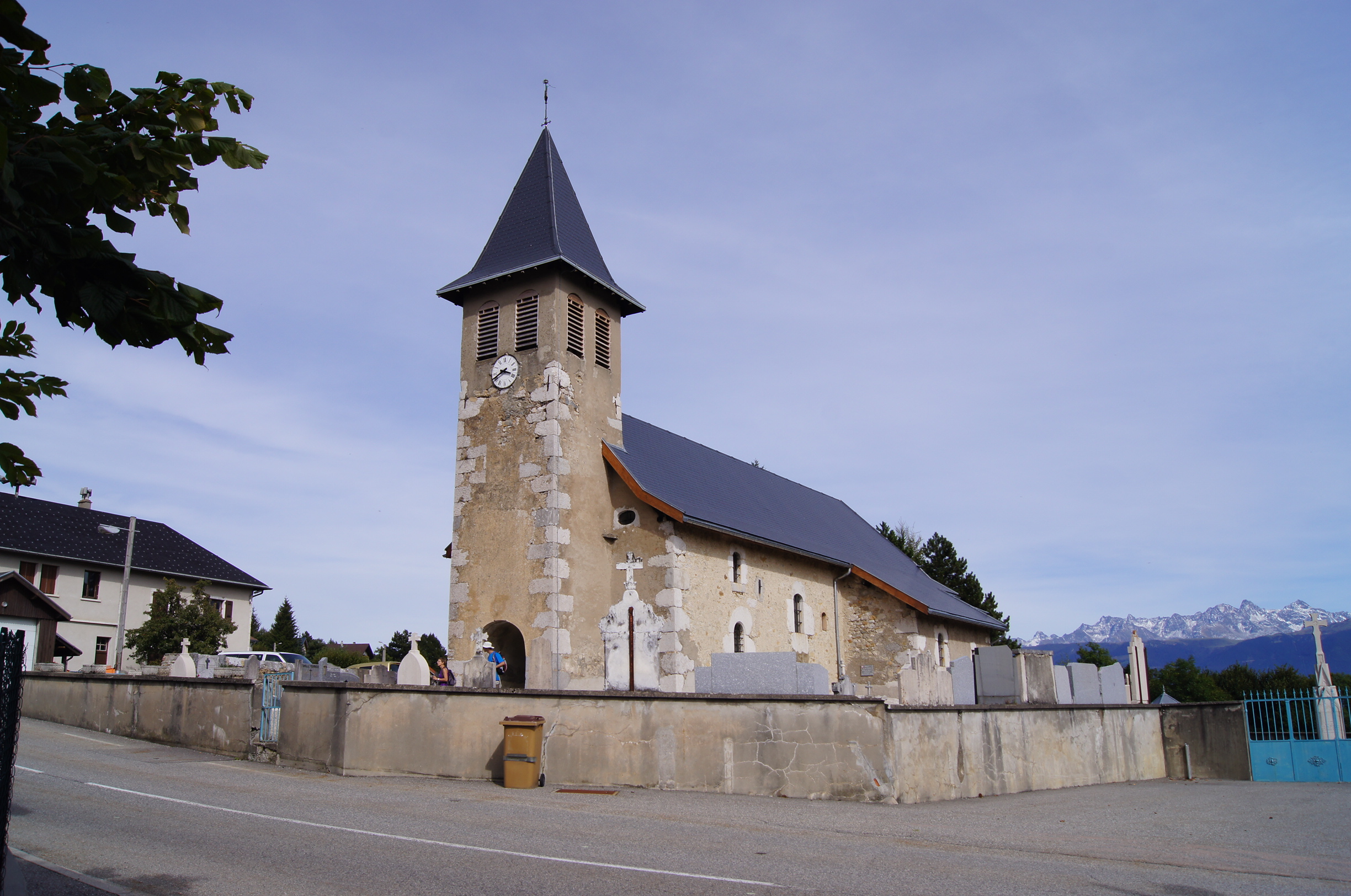
Kirche Saint-Pancrace
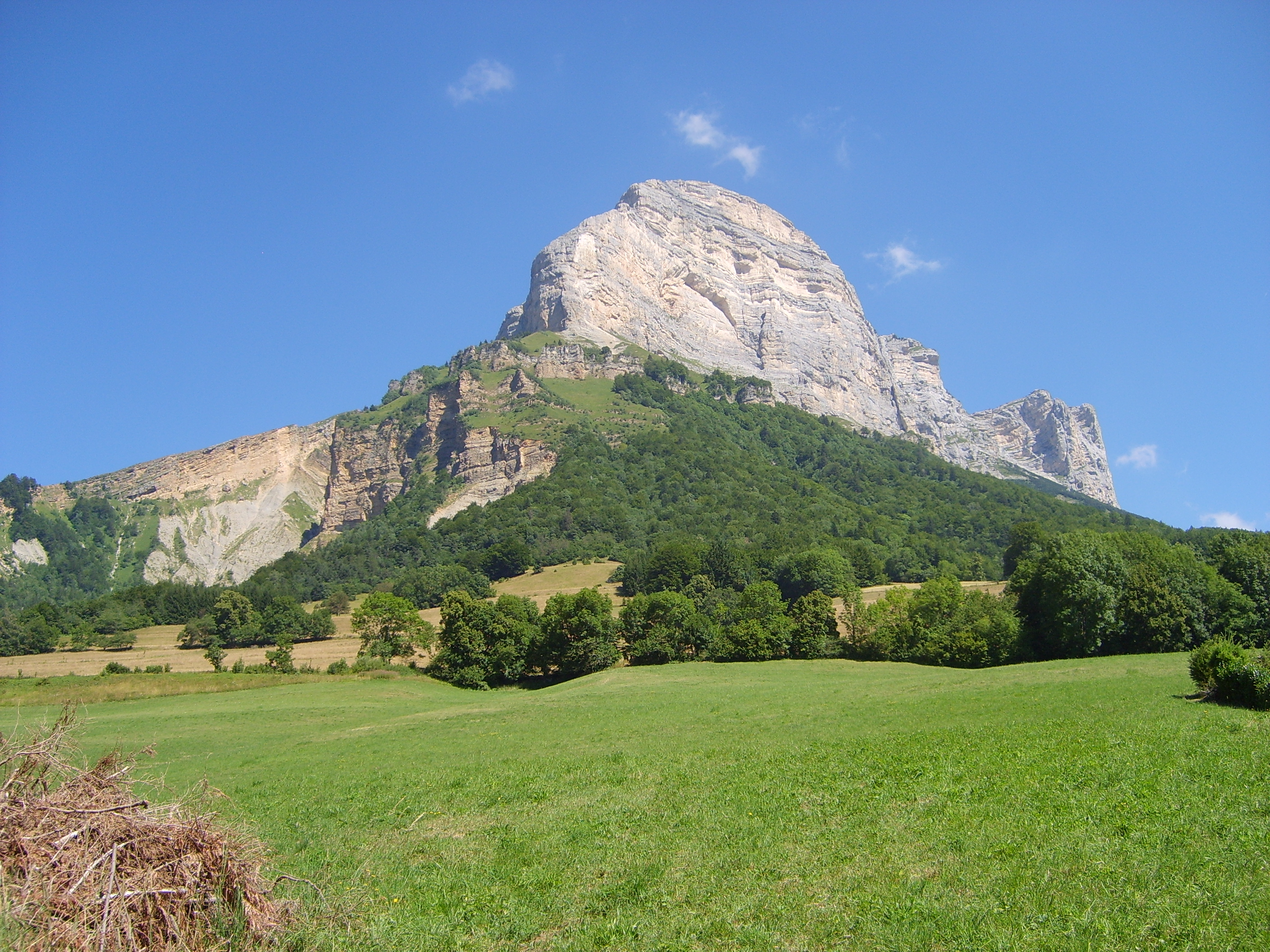
Blick von Saint-Pancrasse zum 2062 m hohen Dent de Crolles

- Kirche Saint-Pancrace
- Blick von Saint-Pancrasse zum 2062 m hohen Dent de Crolles